# Paseo del Prado (Havana)

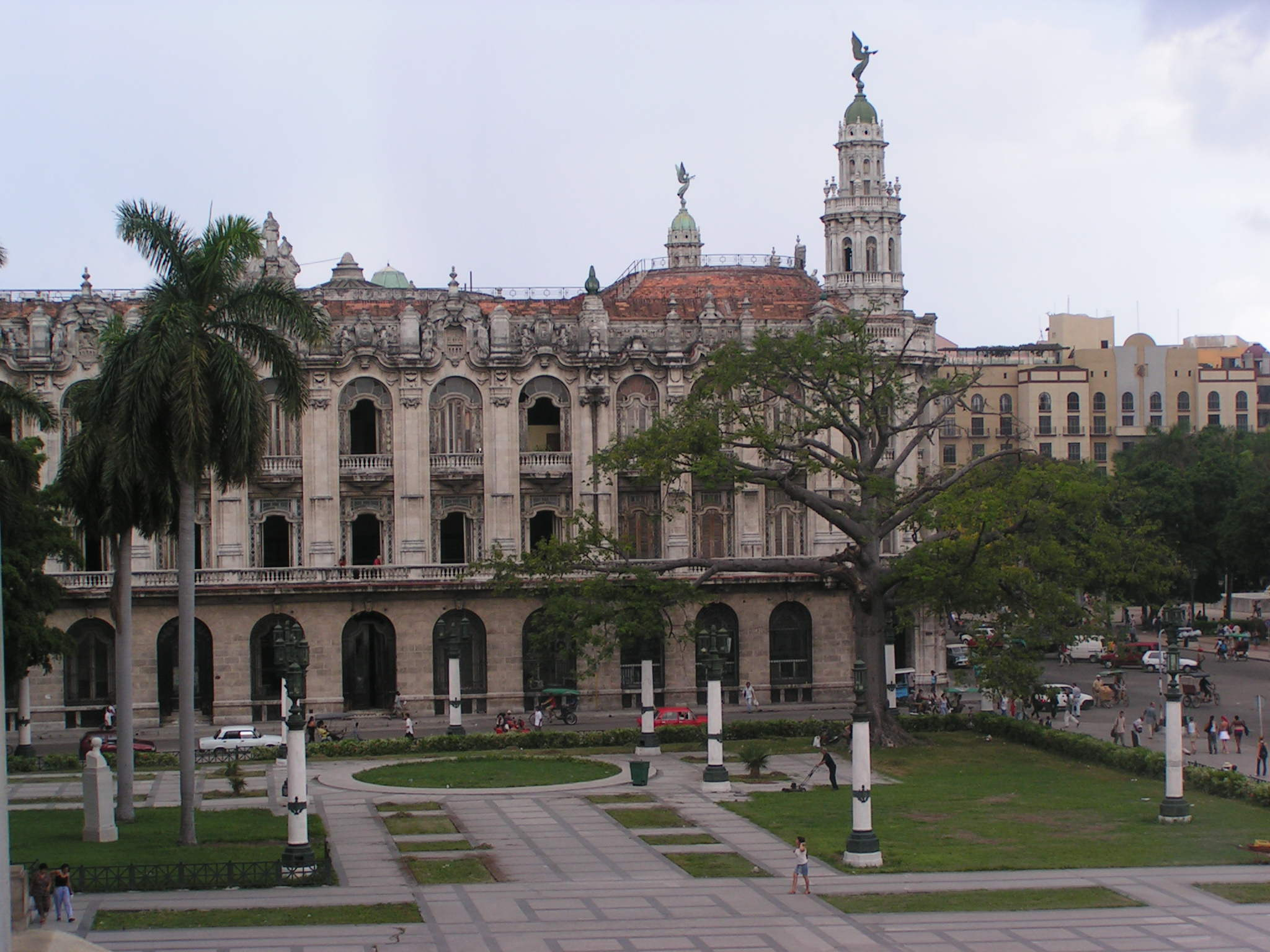
O Paseo del Prado e o Gran Teatro de La Habana

O Paseo del Prado (Passeio do Prado em castelhano) é uma avenida ajardinada de Havana, a capital de Cuba. É uma das artérias mais emblemáticas de Havana, que percorre parte do bairro histórico de Habana Vieja no sentido norte-sul, desde a Fuente de la India e do Parque da Fraternidade Americana e termina a um quarteirão da Calle Industria, que marca o limite do bairro de Centro Habana.
A avenida está dividida em quatro secções fundamentais bem delimitadas: o Paseo propriamente dito, o Parque Central, a Esplanada do Capitólio e a Praça ou Parque da Fraternidade Americana.

## História

### Época colonial
O Paseo del Prado foi construído em 1772, sob o governo colonial do Marquês de la Torre, capitão-general da ilha de Cuba, que era então uma das colónias espanholas mais florescentes da América. O seu primeiro nome foi Alameda de Extramuros ou de Isabel II, por se encontrar fora das grandes muralhas que cercavam a cidade.
Durante o governo de Miguel Tacón y Rosique (1834-1838), o passeio foi ampliado até ao litoral, no que é hoje o Malecón. Foi então construído o edifício da prisão, já desaparecido, e o Teatro Tacón, o Gran Teatro de La Habana, que desde então é a sede permanente da Ópera e Ballet Nacional de Cuba. No mesmo período foi também construído o Campo de Marte, usado para desfiles militares.
Durante algum tempo no século XIX, esteve vedado ao trânsito de veículos. Na segunda metade desse século começaram a ser construídas ao longo da avenida grandes e faustosos edifícios neoclássicos que substituíram as mais antigas, de estilo barroco e colonial. Em 1843 abre o Café Escauriza e, por cima dele, alguns anos depois, a Geladaria El Louvre, que dá o nome a toda a calçada.

### República
Em 1902, com a intervenção estadunidense, é levada a cabo a reconstrução do Paseo, que foi rebatizado com o nome de Paseo de Martí, em homenagem ao apóstolo da independência de Cuba. No entanto, o nome popular continuou a ser El prado, por costume e pela sua semelhança com o homónimo madrileno. A remodelação ligou-o ao Parque Central e deixou as suas secções bem definidas: uma zona arborizada pedestre, com ruas laterais; uma zona de trânsito com estacionamento; e a Praceta da Fonte da Índia num dos seus extremos. Na Rua Prado y San Miguel foi erigido o Hotel Telégrafo, o primeiro de Havana com características modernas.

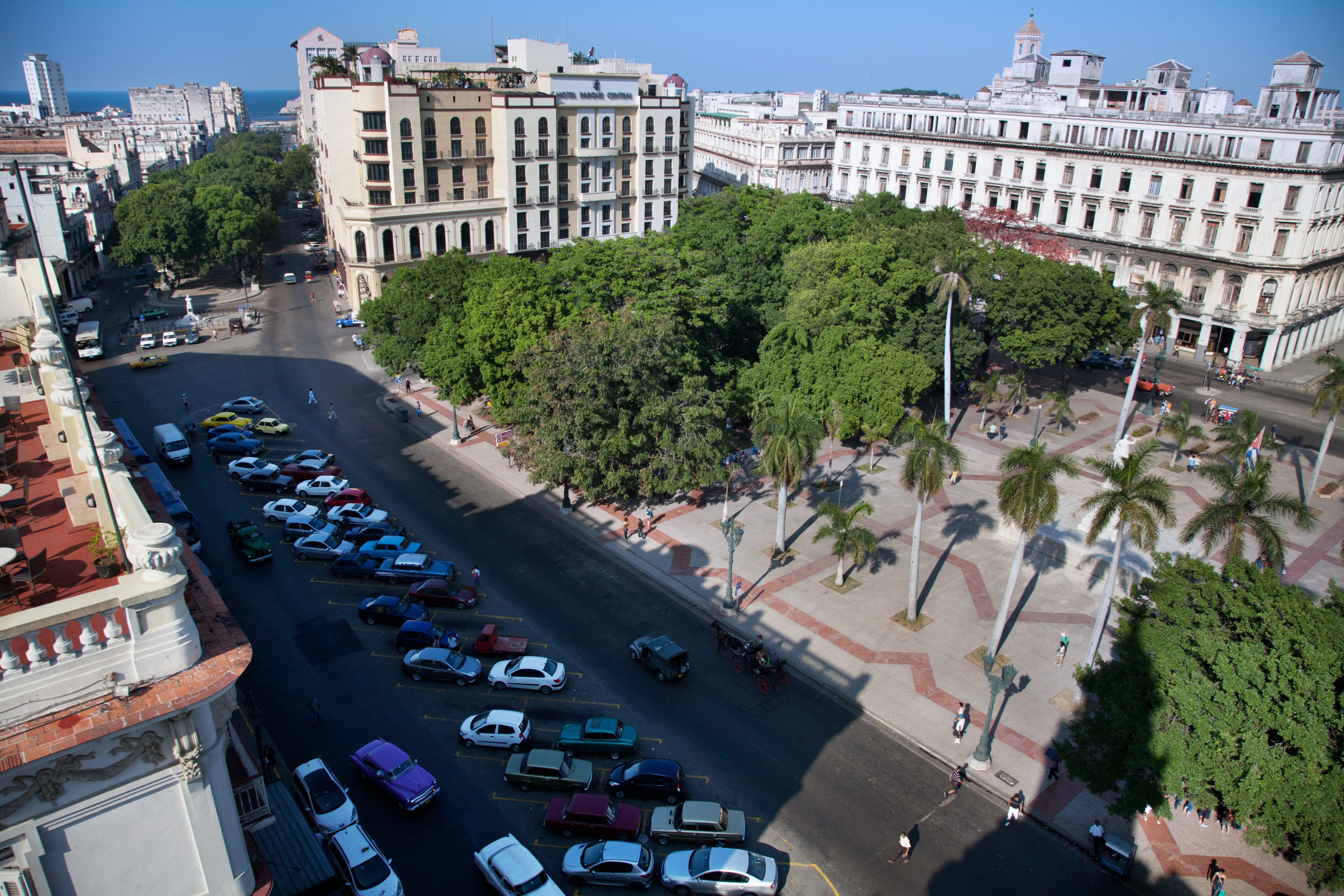
Vista do Parque Central desde o telhado do Teatro Nacional de Cuba

Nos seus limites foram edificadas construções civis de uso social: sociedades de recreio, hotéis, cinemas, teatros e importantes mansões de arquitetura eclética, cujos desenhos correspondiam às solicitações dos seus donos, que procuravam imitar as modas arquitetónicas de Madrid, Paris ou Viena. Toda a infraestrutura da avenida foi remodeladas: arvoredo, mobiliário e iluminação.
O Prado foi a primeira rua asfaltada em Havana, um autêntico êxito para a época, que deu origem ao trânsito automóvel nos passeios.
Na avenida encontram-se oito estátuas com figuras de leões feitas em bronze, que parecem guardar o passeio. As estátuas foram encomendadas pelo Presidente da República ao escultor francês Jean Puiforcat e ao também escultor e fundidor cubano Juan Comas. O bronze usado nas estátuas é proveniente da fusão de antigos canhões. Havana era uma das cidades de Espanha mais importantes do Novo Mundo, pelo que era necessário protegê-la de corsários e piratas, o ue levou os governos coloniais a adquirir centenas de canhões. No século XX estes canhões estavam obsoletos e eram por isso inúteis.
Em 1929, quando o Capitólio foi construído, foi eliminada uma parte do Paseo e a parte que restou foi novamente remodelada.
Na esquina do Prado com o Malecón funcionou o Hotel Miramar, e mais tarde do Miramar Garden, um centro de reunião da juventude bailadora da época e o lugar onde se realizavam animados combates de boxe. Na esquina de Cárcel estabeleceu-se a empresa dos automóveis Packard & Cunnighamm, administrada por Juan Ulloa, e nos seus altos abriu portas em 1 de abril de 1940 o R.H.C. Cadena Azul, do magnata dos charutos Amado Trinidad.

### Revolução

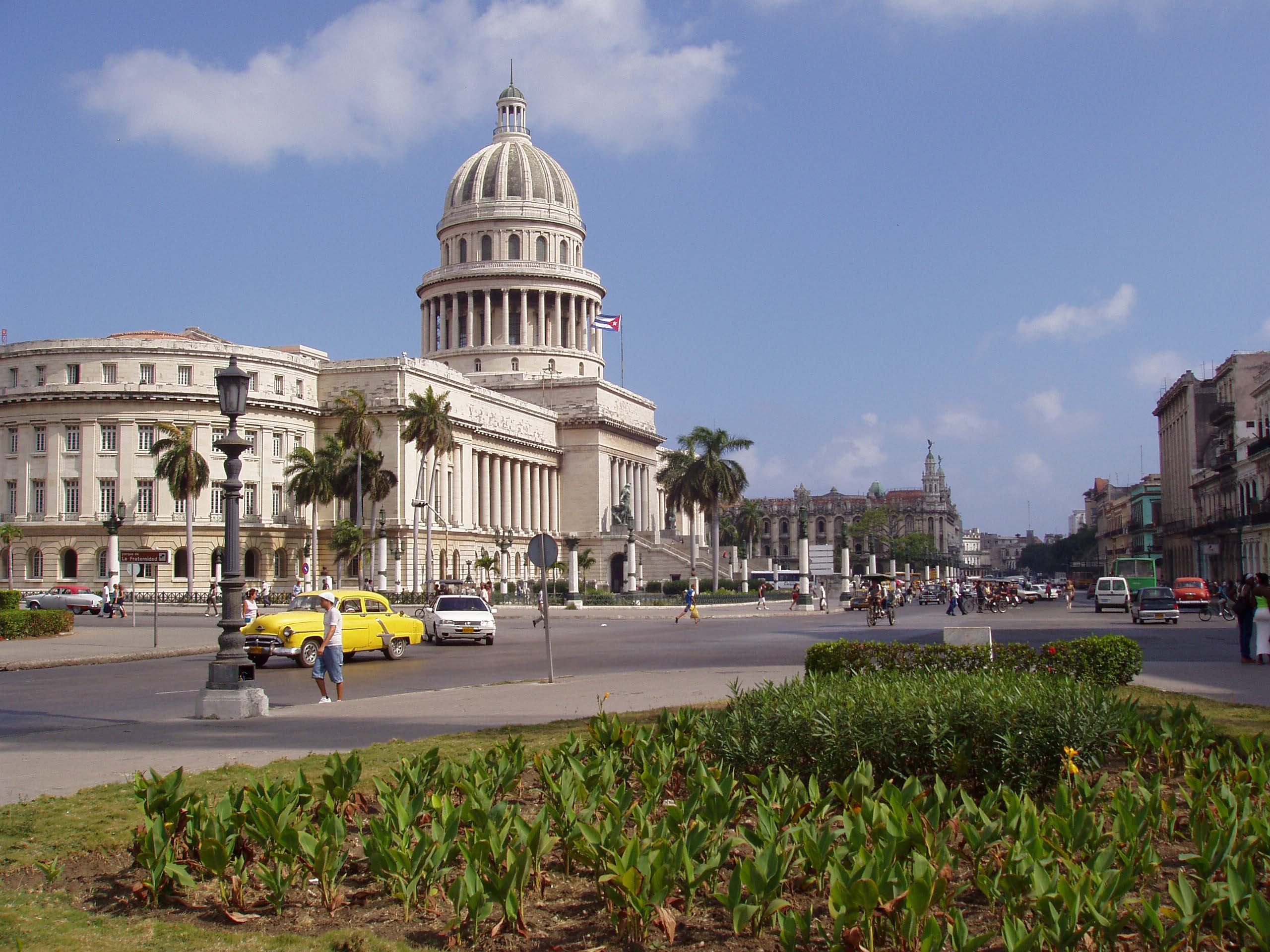
Esplanada do Capitólio

Durante a década de 1950, a maioria das famílias ricas mudaram-se do Prado para o bairro central de El Vedado e para os bairros suburbanos de Miramar e Siboney. Depois da Revolução, o Paseo foi habitado por famílias de classe média ou baixa, uma situação que mudou radicalmente nos anos 1990, quando a zona antiga de Havana foi declarada Património Mundial pela UNESCO e surgiram na área diversos novos hotéis, restaurantes e bares que fizeram renascer a velha avenida. Atualmente, o Paseo del Prado é palco de frequentes exposições e vendas de obras de arte de todo o tipo e de atividades culturais. O Prado tem sido fonte de inspiração para outros espaços urbanos da atualidade, como o passeio de divide ou recria a Villa Panamericana, construída como residência e estrutura de apoio aos Jogos Pan-Americanos de 1991.